# Алі Ята
Алі Ята (араб. علي يعته); 25 серпня 1920, Танжер — 1997, Касабланка) — марокканський політик, діяч національно-визвольного, робітничого і комуністичного руху.

## Біографія
Випускник філологічного факультету алжирського університету. Працював викладачем арабської мови та журналістом.
Алі Ята - один із засновників Марокканської Комуністичної партії (МКП) у листопаді 1943 року, що діяла нелегально до 1959 року.
З 1945 — секретар ЦК, з 1946 — член Політбюро ЦК, в 1946-1966 — перший секретар ЦК МКП, в 1966-1968 — генеральний секретар ЦК МКП. У квітні 1946 з трибуни 1-го з'їзду МКП звернувся до народу Марокко із закликом об'єднатися в боротьбі за незалежність країни, за демократичні свободи і поліпшення становища трудящих. Закликав до створення єдиного національного фронту Марокко.
Брав участь у підготовці збройної боротьби проти французької колоніальної влади в 1953-1956 рр., в 1953 - у створенні воєнізованої бойової організації «Чорний півмісяць».
У вересні 1959 Марокканський уряд наклав тимчасову заборону на діяльність МКП і порушив проти неї судовий процес, що закінчився в лютому 1960 остаточною забороною партії Верховним судом Рабата.
У жовтні 1963 року заарештований владою Марокко разом з низкою вищих керівників МКП (Абдель Саліма Буркія, Абдалла Лайаші та ін.), які в результаті міжнародного тиску і вимог всередині країни в січні 1964 року звільнені під заставу.
Потім в 1968 році створив Партію визволення і соціалізму (ПОС) і в серпні 1974 року Партію прогресу і соціалізму (ППС, 1974).
У 1960-1964 роках — директор газети «Аль — Мукафіх», в 1965-1969 роках — газети «Аль-Кіфах аль — Ватані», з кінця 1972 року — газети «Аль-Баян».
У 1968-1974 роках — генеральний секретар ПОС, з серпня 1974 року — генеральний секретар ППС.
Обраний депутатом парламенту на виборах 1977 року, заявивши про початок демократичного прогресу в країні. У 1983 зажадав скасування результатів місцевих виборів, стверджуючи про численні факти шахрайства. У 1984 році знову брав участь у парламентських виборах. Підтримував претензії Марокко на територію Сахари у 1960-х і Західної Сахари у 1970-х і 1980-х роках.
Неодноразово піддавався репресіям.
Автор робіт з питань національно-визвольного руху.